# گارنیک ناناگولیان
گارنیک ناناگولیان (Գառնիկ Նանագուլյան؛ زادهٔ ۲۵ ژانویهٔ ۱۹۵۳) یک سیاستمدار، و دیپلمات اهل ارمنستان است که از تاریخ ۱۹۹۶ تا تاریخ ۱۹۹۸ در دولت روبرت کوچاریان سمت وزیر صنعت و تجارت ارمنستان را برعهده داشت.

## زندگی‌نامه
در ۲۵ ژانویه ۱۹۵۳ در ایروان به دنیا آمد و از دانشگاه دولتی ایروان فارغ‌التحصیل شد. 